# Nádudvar
Nádudvar là một thành phố thuộc hạt Hajdú-Bihar, Hungary. Thành phố này có diện tích 225,91 km², dân số năm 2010 là 8911 người, mật độ 39 người/km².